# Diodon liturosus
Poisson porc-épic à taches auréolées, Poisson porc-épic à épines courtes
Espèce
Synonymes
- Cyclichthys liturosus (Shaw, 1804)[1]
- Diodon bleekeri Günther, 1910[1]
- Diodon literosus Shaw, 1804[1]
- Diodon lituratus Shaw, 1804[1]
- Diodon maculatus Duméril, 1855[1]

Diodon liturosus, communément nommé Poisson porc-épic à taches auréolées ou Poisson porc-épic à épines courtes entre autres noms vernaculaires, est une espèce de poissons marins démersale de la famille des Diodontidae.

## Systématique
L'espèce Diodon liturosus a été décrite en 1804 par le zoologiste britannique George Kearsley Shaw (1751-1813).

## Description
Le Poisson porc-épic à taches auréolées est un poisson pouvant atteindre 65 cm de long, mais la taille moyenne couramment observée est de 45 cm.
Son corps est allongé avec une tête globuleuse munie de grands yeux proéminents avec une bouche assez large rarement close lui donnant ainsi un air « d'extraterrestre ».
Les nageoires pectorales sont larges, les pelviennes sont absentes et les nageoires anales et dorsales sont en position reculée sur le corps. Ces deux dernières sont mues simultanément durant la nage. Toutes les nageoires sont de teinte uniforme de blanches à jaunâtres.
La peau est lisse et ferme, ses écailles étant modifiées en épines dirigées vers l'arrière. La livrée est beige à jaune-sable avec des taches sombres noires ou marron et ces dernières sont auréolées d'un fin trait blanc. La partie ventrale est claire.
En cas de danger, il peut se gonfler en avalant de l'eau ce qui a pour résultat de le rendre plus impressionnant vis-à-vis de son agresseur de par son volume et ses épines dressées. Autre particularité de l'animal, il concentre dans certaines parties de son corps (comme le foie, la peau, les gonades et les viscères) de la tétrodotoxine, un poison mortel neurotoxique. Ce système défensif constitue un dispositif supplémentaire pour dissuader les prédateurs potentiels.

## Distribution & habitat
Le Poisson porc-épic à taches auréolées a une distribution éparse, il est présent dans les eaux tropicales et subtropicale du bassin Indo-Pacifique, des côtes orientales de l'Afrique aux Îles de la Société, mer Rouge incluse, et sur la côte orientale de l'océan Atlantique au niveau de l'Afrique du Sud.
Il apprécie les lagons, les platiers et les abords de récifs coralliens et rocheux entre la surface et 90 m de profondeur, toutefois il est généralement rencontré entre 15 et 30 m.

## Alimentation
Le régime alimentaire du Poisson porc-épic à taches auréolées se compose de crustacés, d'échinodermes, de mollusques bivalves et gastéropodes.

## Comportement
Il est solitaire, possède une activité nocturne, son pic d'activité est atteint au crépuscule et à l'aube. La journée, il se repose à l'abri dans des anfractuosités des récifs.